# Johann Nepomuk von Nußbaum

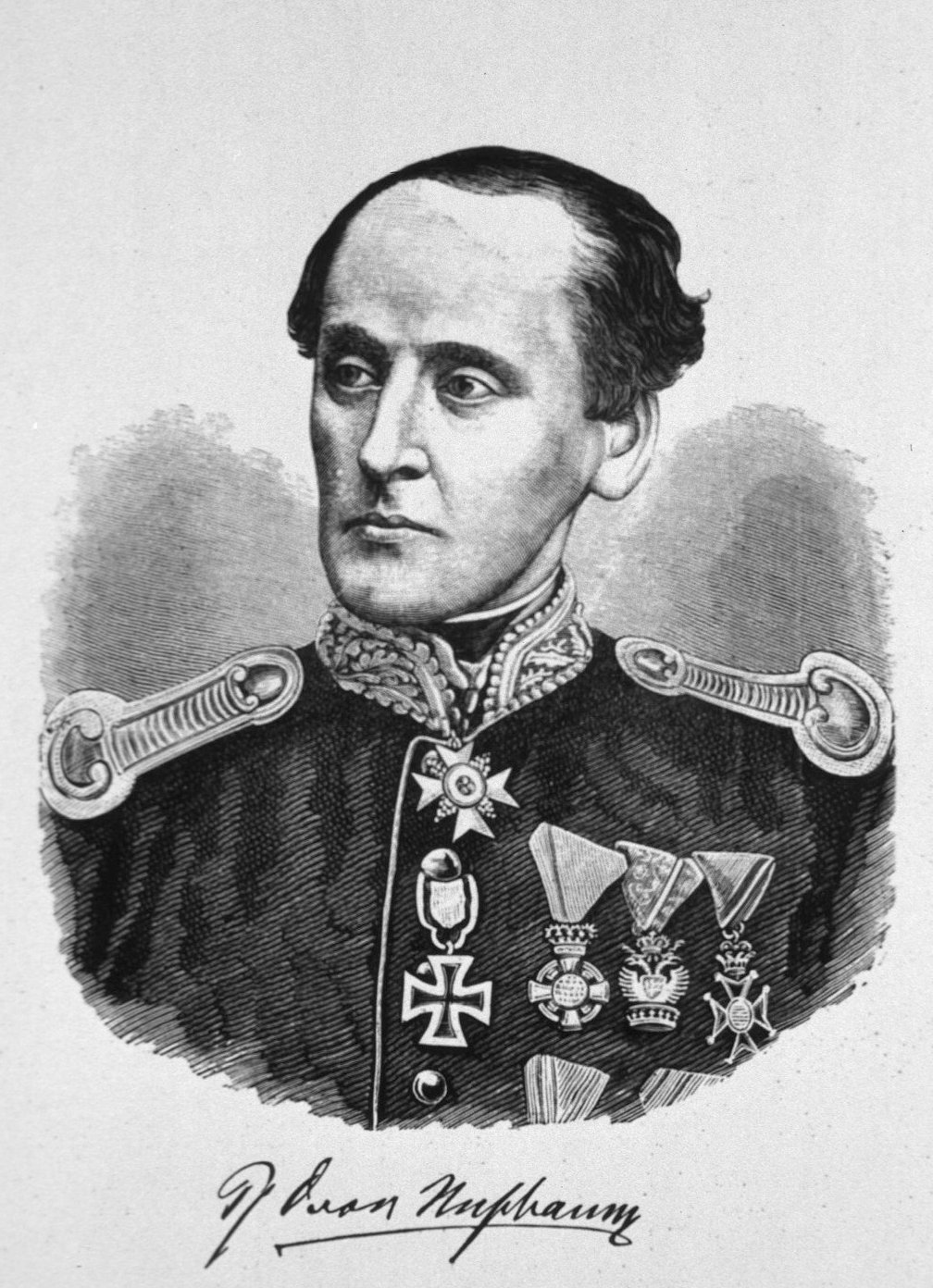
Johann Nepomuk von Nußbaum

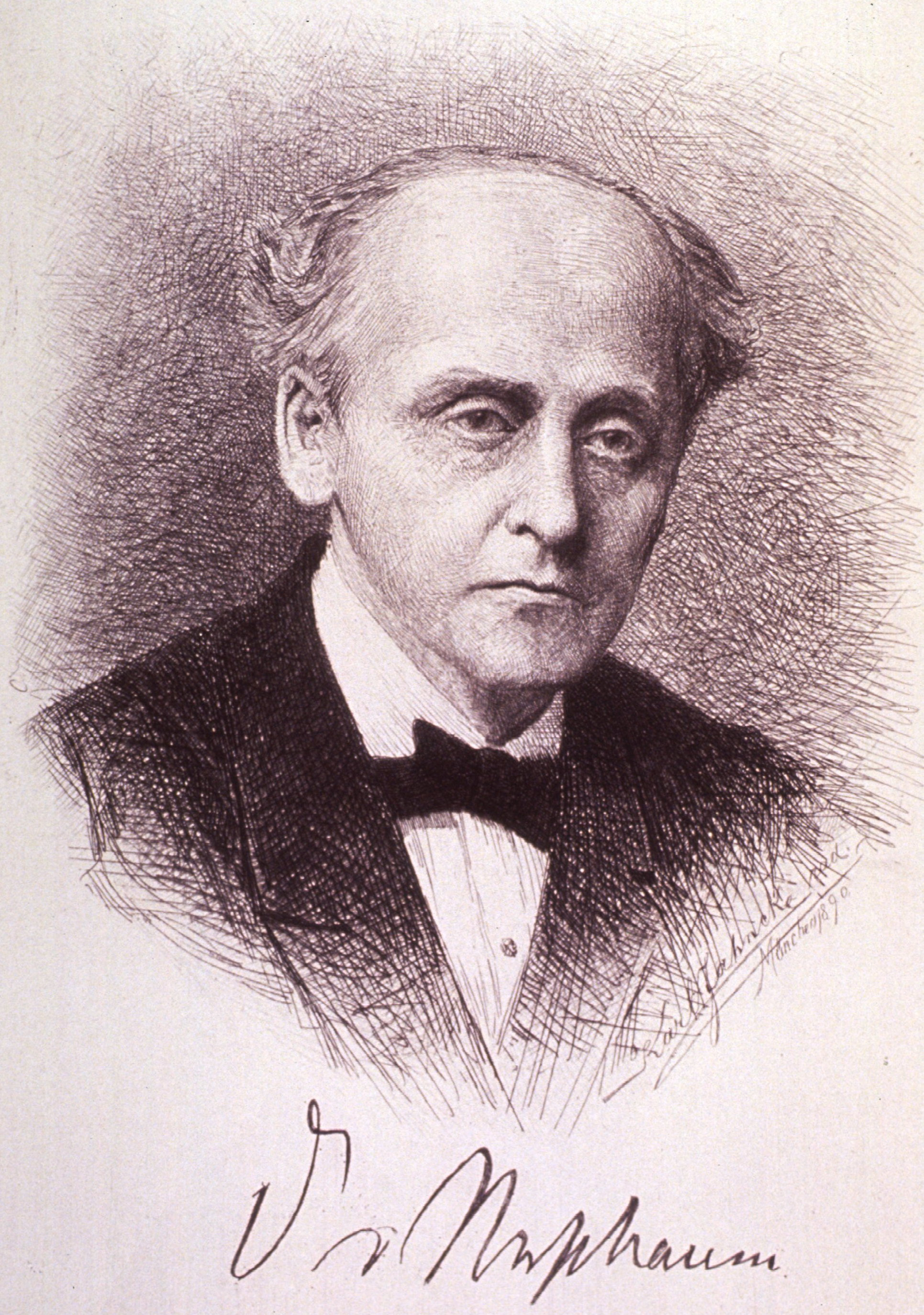
Johann Nepomuk von Nußbaum

Johann Nepomuk Ritter von Nußbaum (oder von Nussbaum), nobilitiert 1868 (* 2. September 1829 München; † 31. Oktober 1890 ebenda) war ein deutscher Chirurg, Generalstabsarzt und Hochschullehrer in München.

## Familie
Johann Nepomuks Vater Franz Paul Nußbaum (1797–1836) war Geheimer Ministerialsekretär im bayerischen Justizministerium. Die Mutter Anna geborene Mair starb 1863. Sein einziger Bruder Franz Nußbaum wirkte als Jesuit und Bischof in Amerika.

## Ausbildung und Beruf
Johann Nußbaum wuchs in München auf und besuchte bis zum Abitur 1849 das Wilhelmsgymnasium München. Seine naturwissenschaftliche Begabung, vor allem das mathematische Talent, wurde bereits während der Schulzeit deutlich. Von Kindheit an neigte er zu körperlicher Gebrechlichkeit, dennoch war sein ganzes Leben von unermüdlichem Arbeitswillen geprägt.
Nußbaum studierte seit 1849 an der Universität München Medizin, seine Lehrer waren die Chirurgen Carl Thiersch und Franz Christoph von Rothmund. Nachdem er 1853 zum Dr. med. promoviert worden war, begab er sich auf eine Studienreise nach Paris, wo er bei Auguste Nélaton, Charles Marie Édouard Chassaignac und J. G. Maisonneuve chirurgisch arbeitete. Weitere Studienreisen führten ihn nach Berlin zu dem Chirurgen Bernhard von Langenbeck und nach Würzburg. Nußbaum habilitierte sich 1857 in München als Privatdozent für Chirurgie und Augenheilkunde. Er ließ ein großes Privatspital mit orthopädischem Institut errichten. Einen Ruf der Universität Zürich lehnte er ab. 1860 wurde er Ordinarius für Chirurgie an der heutigen Universitätsklinik links der Isar in München. In dieser Position blieb er bis 1890. Seine Nachfolge übernahm Ottmar von Angerer. Einer seiner bekannten Schüler ist Josef von Kerschensteiner.
Im Deutsch-Französischen Krieg (1870/71) ging Nußbaum als Oberstabsarzt im Stab des königlich bayerischen Infanterie-Generals Ludwig Freiherr von der Tann nach Frankreich und wurde gegen Ende des Kriegs zum Generalarzt des I. Königlich Bayerischen Armee-Korps ernannt.
Seit 1862 litt Nußbaum an schweren Kopfschmerzen als Spätfolge einer Hirnhautentzündung, die er regelmäßig mit Morphium bekämpfte, da er glaubte, dieses Opiat sei völlig unschädlich. Der Morphinismus schwächte ihn jedoch zunehmend und führte im letzten Lebensjahrzehnt zu Schwerhörigkeit und einer sehr belastenden abnormen Knochenbrüchigkeit. Im Privatleben war Johann von Nußbaum „eine volkstümliche Erscheinung Altmünchens, der mittellose Kranke nicht nur kostenlos behandelte, sondern auch unterstützte, ein bekenntnistreuer Katholik in der Zeit des Kulturkampfs und ein deutschnationaler Patriot.“

## Grabstätte

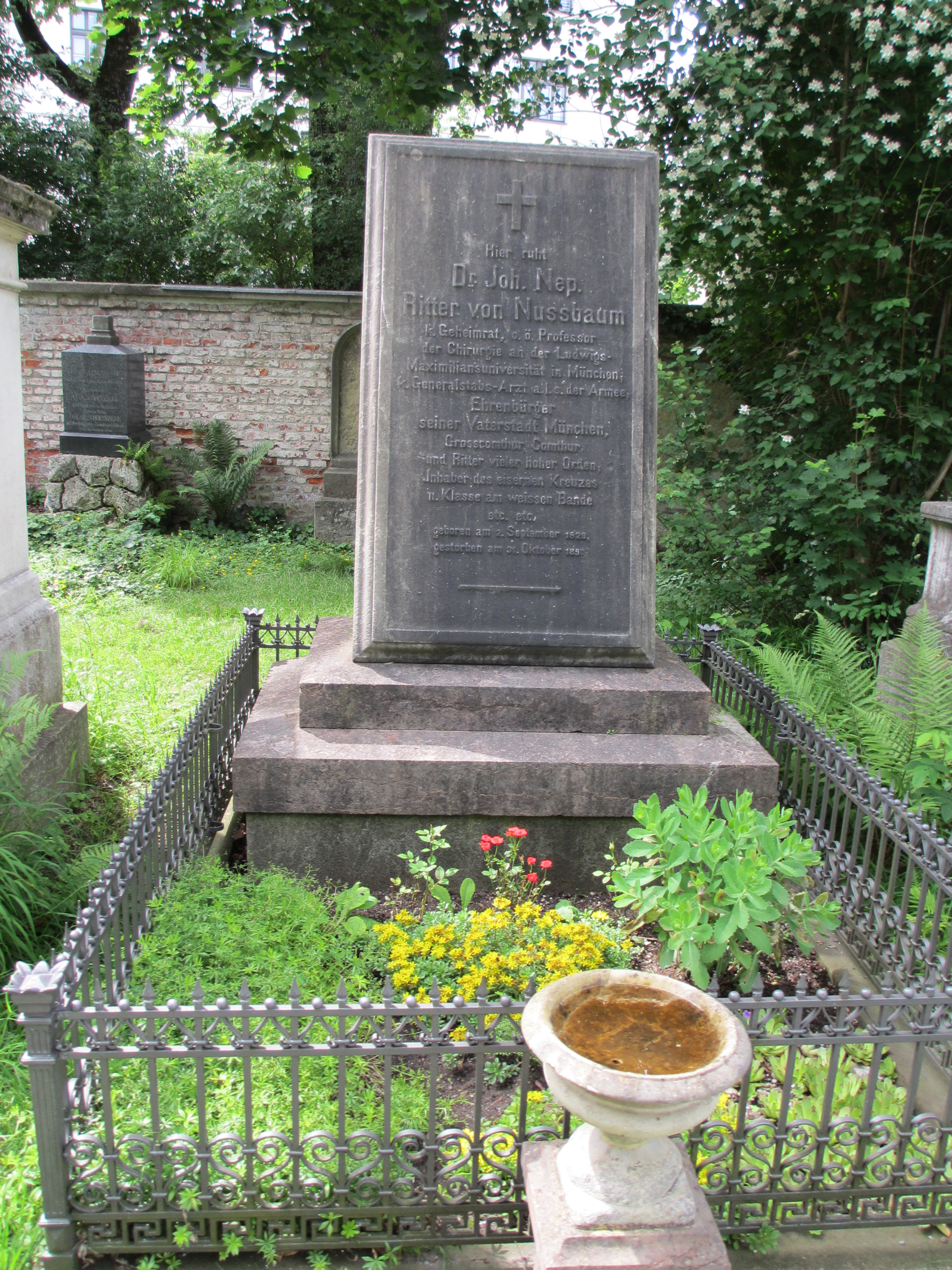
Grab von Johann von Nussbaum auf dem Alten Südlichen Friedhof in München

Die Grabstätte von Johann von Nussbaum befindet sich auf dem Alten Südlichen Friedhof in München (Mauer Rechts im Spitz Platz 15 gegenüber Gräberfeld 18) Standort.

## Leistung
Auf die außerordentliche chirurgische Begabung und Originalität wiesen schon frühe Arbeiten zur Augenheilkunde hin. Nußbaum war als Chirurg weit bekannt und führte im Laufe seines Lebens fast 25.000 Operationen durch, davon mehr als 600 Ovariotomien (Inzision oder Spaltung der Eierstöcke), eine Operation, die er in London bei Spencer Wells erlernt hatte. Weitere operative Schwerpunkte umfassten die Orthopädie sowie die Bauch- und Nervenchirurgie.
Nußbaum veröffentlichte etwa 100 größere Originalarbeiten, hauptsächlich Beschreibungen seiner chirurgischen Operationen sowie Ratschläge zur Wundbehandlung, Verbands- und Nahttechnik (schmerzlose unblutige Sekundärnaht). Er führte unter anderem Knochentransplantationen, Knieresektionen, Krebsoperationen, Hernien-Radikaloperationen, Bluttransfusionen und plastisch-chirurgische Operationen durch. Zur Verlängerung und Verstärkung der Narkose mit Chloroform führte er die zusätzliche Morphininjektion in die Anästhesie ein. Er war darüber hinaus ein geschätzter und beliebter Universitätslehrer. Nußbaums größtes Verdienst war die, den Einsatz des die Wunden oftmals noch vergrößernden Glüheisen ablösende, Einführung der antiseptischen Wundbehandlung 1874, die er bei Joseph Lister in Edinburgh kennengelernt hatte. Beeinflusst vor allem durch die deprimierenden Erfahrungen mit verletzungsbedingtem Wundbrand (genannt auch Hospitalbrand), die er während der deutsch-französischen Kriege 1866 und 1870/71 als Kriegschirurg machte, wurde er zu einem der bedeutendsten Befürworter der Antisepsis in Deutschland. Sein Leitfaden zur antiseptischen Wundbehandlung erlebte fünf Auflagen und wurde in mehrere Fremdsprachen übersetzt. Nußbaum verbesserte nach Listers Vorgaben erfolgreich die operative Hygiene und benutzte zunächst Karbol, später Jodoformgaze als Desinfektionsmittel.

## Namensgeber für Straße und Park
Nach Johann Nussbaum wurde im November 1890 (kurz nach dessen Tod) in München im Klinikviertel (Stadtbezirk 2 - Ludwigsvorstadt-Isarvorstadt) (⊙) - die bis dahin Krankenhausstraße genannte Straße - in Nussbaumstrasse umbenannt. Die Klinik für Allgemeine, Unfall- und Wiederherstellungschirurgie des Klinikums der Universität München liegt an der Nußbaumstraße. Dort befindet sich auch der nach Johann Nussbaum benannte Nußbaumpark.

## Auszeichnungen
- Ehrenbürger der Stadt München (1880)
- Nobilitierung durch die Krone Bayern (Personaladel) (1868)

## Sonstiges
Die Vereinigung der Bayerischen Chirurgen vergibt im Rahmen ihrer Jahrestagung den Johann-Nepomuk-von-Nußbaum-Preis für die beste eingereichte Arbeit aus der Chirurgie und ihren Grenzgebieten.

## Veröffentlichungen
- De cornea artificialis. Medizinische Dissertation München 1853.
- Behandlung der Hornhauttrübungen mit besonderer Berücksichtigung der Einsetzung einer künstlichen Hornhaut. Medizinische Habilitationsschrift München 1857.
- Pathologie und Therapie der Ankylosen. München 1862.
- Anaesthetica. In: Pitha-Billroths Handbuch der Chirurgie. I. Band, 2. Abteilung. 1867, S. 575–617.
- Sonst und jetzt in der Wundbehandlung. München 1869.
- Leitfaden zur antiseptischen Wundbehandlung. Enke, Stuttgart 1878; 2. Auflage ebenda 1879; 5. Auflage ebenda 1887.
- Die Verletzungen des Unterleibes (= Deutsche Chirurgie. Lieferung 44). Enke, Stuttgart 1880.
- Eine kleine Hausapotheke. 3. Auflage. Berlin 1882.
- Über Chloroformwirkung. Breslau 1885.
- Die erste Hilfe bei Verletzungen. 2. Auflage. Augsburg 1886.
- Neuer Versuch zur Radikaloperation der Unterleibsbrüche. München 1886.
- Neue Heilmittel für Nerven. Breslau 1888.